# Coenosia mandschurica
Coenosia mandschurica este o specie de muște din genul Coenosia, familia Muscidae, descrisă de Willi Hennig în anul 1961. Conform Catalogue of Life specia Coenosia mandschurica nu are subspecii cunoscute.